# Spatalia
Spatalia é um gênero de traça pertencente à família Arctiidae.